# 덕장중학교
덕장중학교(德壯中學校)는 대한민국 경기도 의왕시 청계동에 있는 공립 중학교이다.

## 학교 연혁
- 2006년 5월 30일 : 덕장중학교 설립인가
- 2010년 3월 1일 : 초대 최승화 교장 부임, 입학식(3학급 98명)
- 2013년 2월 8일 : 3학년 102명 졸업
- 2018년 3월 1일 : 제3대 유환연 교장 부임
- 2021년 1월 8일 : 제9회 졸업(3학년 3학급 89명)
- 2021년 3월 2일 : 1학년 입학식 5학급(131명), 2학년 5학급(133명), 3학년 4학급(116명)

## 참고 자료
- 덕장중학교 - 한국교육학술정보원 학교알리미